# Juhu (Mumbai)
Juhu (Marathi: जुहू, Juhū [ˈʤuɦuː]) ist ein Stadtteil im Westen der indischen Metropole Mumbai, im Distrikt Mumbai Suburban. Er ist berühmt für seinen riesigen Strand, den Juhu Beach. Im Westen von Juhu befindet sich das Arabische Meer, im Osten Santacruz und Vile Parle. Es ist eines der wohlhabenden Gebiete in Mumbai. Die Filmschauspieler Ajay Devgan, Amitabh Bachchan, Amrish Puri und viele andere indische Prominente besitzen Häuser in Juhu.

## Juhu Beach

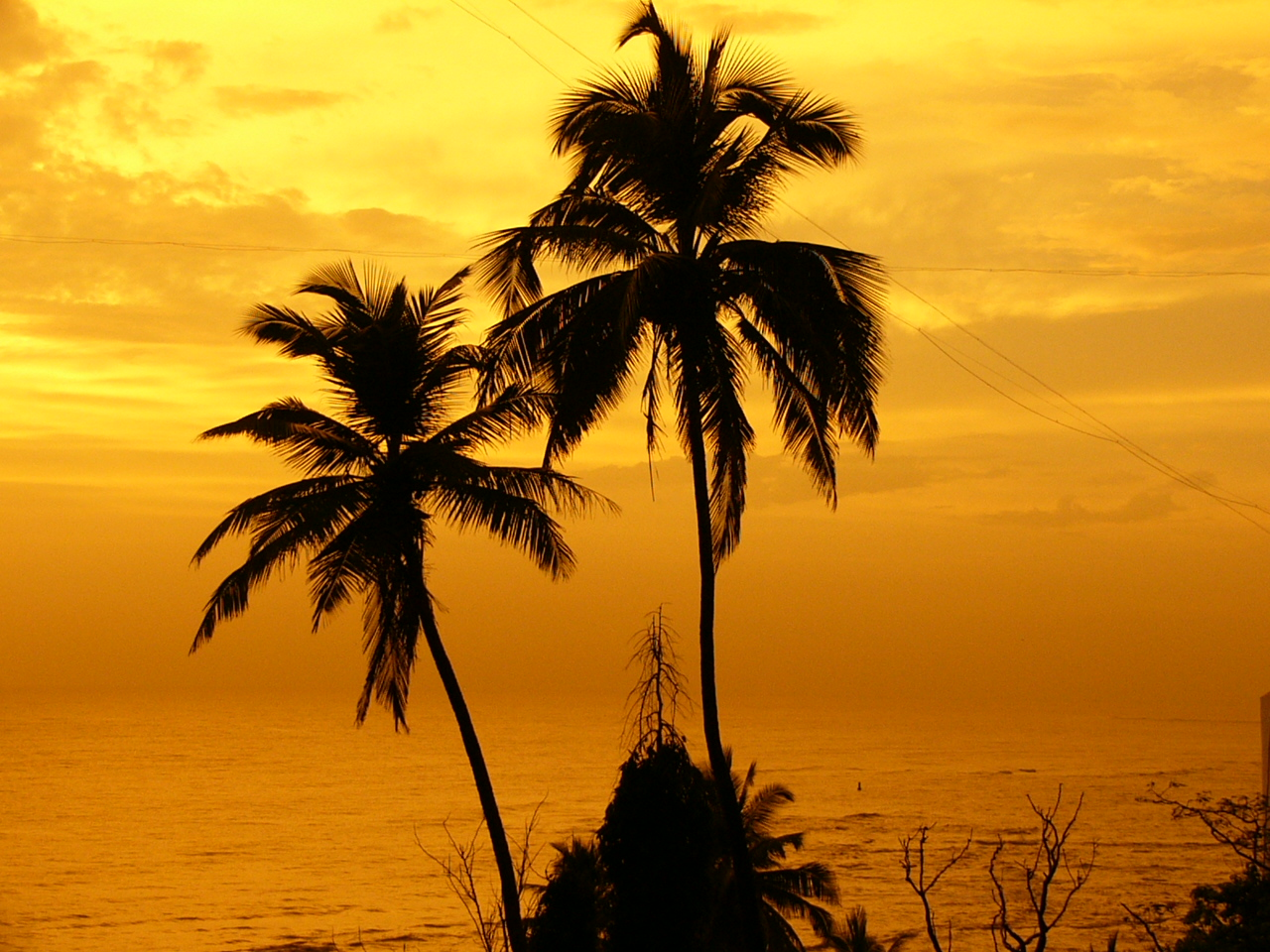
Strand in Mumbai

Juhu Beach ist der bekannteste Strand in Mumbai. Er befindet sich etwa 18 Kilometer vom Stadtzentrum entfernt, am Arabischen Meer in dem Stadtteil Juhu. Am südlichen Ende des Juhu Beach befinden sich zahlreiche Hotels, Appartementhäuser und Geschäfte. Es gibt drei Hauptzugänge, einer liegt in Vile Parle, ein anderer in Santacruz und ein dritter in Andheri. Auch viele Touristen von Mumbai besuchen den Strand und während der Sommerferien spielen oft viele Kinder am Strand Cricket, Fußball und Basketball. Am fünf Kilometer langen Sandstrand sind täglich Darbietungen von Straßenkünstlern und -akrobaten zu sehen. 

## Juhu Aerodrome
Der Juhu Aerodrome ist ein Flughafen im Süden des Stadtteils Juhu. Im Jahre 1928 wurde er als erster ziviler Flughafen eröffnet. Derzeit wird nur eine einzige Start- und Landebahn von der Airports Authority of India betrieben. Auf dem Flughafengelände wurde die Verfolgungsszene am Anfang des oscarnominierten Filmes Slumdog Millionär (2008) gedreht.

## Slum in Juhu
Der Slum in Juhu ist etwa 135.000 m² groß. Er ist einer der lebendigsten Slums in Mumbai. Im Norden grenzt er an die Vaikunthlal Meta Road, im Süden an Juhu Aerodrome, und im Südwesten an einen See im Gelände des Juhu Aerodrome.